# Inne światy – Ayahuasca
Inne światy – Ayahuasca (fr. D'autres mondes; ang. Other Worlds) – francuski film dokumentalny z 2004 roku, opowiadający o podróży Jana Kounena po Ameryce Południowej. Celem wędrówki jest odnalezienie sekretów szamanów i zgłębienie działania psychodeliku o nazwie ayahuasca.